# 苦黄耆
苦黄耆（学名：Astragalus kialensis）为豆科黄芪属的植物，是中国的特有植物。分布在中国大陆的云南、四川、西藏等地，生长于海拔3,000米至4,000米的地区，常生长在山坡或松栎林内，目前尚未由人工引种栽培。

## 别名
西康黄耆（中国主要植物图说 豆科）